# Flora Dale
Flora Dale es un lugar designado por el censo ubicado en el condado de Adams en el estado estadounidense de Pensilvania. En el año 2010 tenía una población de 38 habitantes y una densidad poblacional de 190 personas por km².

## Geografía
Flora Dale se encuentra ubicado en las coordenadas 39°57′35″N 77°14′54″O / 39.95972, -77.24833.. Según la Oficina del Censo de los Estados Unidos, Flora Dale tiene una superficie total de 0,06 mi² (0,2 km²), de la cual 0,06 mi² (0,2 km²) corresponden a tierra firme y 0 mi² (0 km²) es agua.